# جنگنامه‌ی غلامان
جنگنامه‌ی غلامان نمایشنامه‌ای از بهرام بیضایی است از سالِ ۱۳۶۷.

## متن
این سؤال را یک بار آقای بیضایی از من پرسید، یادم هست سال ۱۳۶۱ بود . . . یادم نیست کجا رفتیم نشستیم این سؤال را کرد، گفت اگر یک کاری باشه که سه تا سیاه با هم بازی کنند چی درمی‌آید؟ . . .

سعدی افشار، ۱۳۷۸
متن نوشتهٔ سالِ ۱۳۶۷ است و نخستین بار در ۱۳۶۹ به وسیلهٔ انتشارات عصر جدید در استکهلم منتشر شده.

## نمایش
بیضایی این نمایشنامه را به نمایش درنیاورده است: سالِ ۱۳۶۲ تمرین و بداهه‌پردازیِ جنگنامه‌ی غلامان به خاطرِ نداشتنِ اجازهٔ اجرا تعطیل شد.